# 磁通量
磁通量，符號為 {\displaystyle \Phi _{B}}，是通過某给定曲面的磁場（亦称为磁通量密度）的大小的度量。磁通量的国际单位制單位是韦伯。

## 描述
给定曲面上的磁通量大小与通过曲面的磁場線的个数成正比。此处磁场线的个数是个“净”数量，即从一个方向上通过的个数减去另一个方向上通过的个数。当一个均匀磁场垂直通过一个平面，磁通量即是磁场与该平面面积的乘积。当均匀磁场{\displaystyle \mathbf {B} }以任意角度通过一个平面，磁通量即是磁场与该平面面积{\displaystyle \mathbf {a} }的点积。
{\displaystyle \displaystyle \Phi _{B}=\mathbf {B} \cdot \mathbf {a} =Ba\cos \theta }   
其中，{\displaystyle \theta }是磁场{\displaystyle \mathbf {B} }和平面面积法向量{\displaystyle \mathbf {a} }的夹角.

图1：曲面积分的定义基于将曲面分割成小的曲面元。每个曲面元对应一个向量。该向量的大小即曲面元的面积，方向为指向外部的法向量。

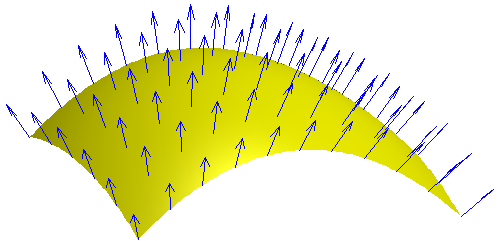
图2：曲面法向量的向量場。

在一般情况下，磁通量是通过磁場在曲面面积上的积分定義的（见图1和图2）。
{\displaystyle \Phi _{B}=\iint \limits _{S}\mathbf {B} \cdot d\mathbf {S} }
其中，{\displaystyle \Phi _{B}\ }為磁通量，{\displaystyle \mathbf {B} }為磁感應強度，{\displaystyle S}为曲面，{\displaystyle \cdot }为点积，{\displaystyle d\mathbf {S} }为无穷小向量（见曲面积分）。
磁通量通常通过通量计进行测量。通量计包括测量线圈以及估计测量线圈上电压变化的电路，从而计算磁通量。

## 通过闭曲面的磁通量
高斯磁定律是四條麥克斯韋方程之一，指出通過一闭曲面的磁通量為零。這定律是依据还没有发现磁單極这一经验得出的。
高斯磁定律為，对任意闭曲面：
{\displaystyle \Phi _{B}=\int \!\!\!\int \mathbf {B} \cdot d\mathbf {S} =0,}

## 通过开曲面的磁通量

图3：空间中的向量场F (r, t)以及曲面Σ。∂Σ为曲面Σ的边界，以速度v运动。考虑向量场在曲线∂Σ上的积分。

即使通过闭曲面的磁通量是零，通过开曲面的磁通量可以不是零，而且，它是电磁学中一个重要的物理量。例如，当通過一个導電线环的磁通量发生变化，这一变化會引起電動勢的生成，並因此在线环中產生電流。其關係式可由法拉第電磁感應定律得出：
{\displaystyle {\mathcal {E}}=\oint _{\partial \Sigma (t)}\left(\mathbf {E} (\mathbf {r} ,\ t)+\mathbf {v\times B} (\mathbf {r} ,\ t)\right)\cdot d{\boldsymbol {\ell }}=-{d\Phi _{B} \over dt},}
其中（见图3）：
{\displaystyle {\mathcal {E}}}为電動勢
{\displaystyle \Phi _{B}}为通过开曲面的磁通量，这一开曲面的边界为{\displaystyle \partial \Sigma (t)}
{\displaystyle \partial \Sigma (t)}为一个随时间变化的闭曲线
{\displaystyle d{\boldsymbol {\ell }}}是边界{\displaystyle \partial \Sigma (t)}无穷小向量元
{\displaystyle \mathbf {v} }是线段{\displaystyle d{\boldsymbol {\ell }}}的速度
{\displaystyle \mathbf {E} }为电场
{\displaystyle \mathbf {B} }为磁场
在上述公式中，电动势的生成可以有两种解释：由洛伦兹力引起的电荷在闭合曲线{\displaystyle \partial \Sigma (t)}上的运动；通过开曲面{\displaystyle \Sigma (t)}的磁通量。这一公式即是發電機的原理。

## 与电通量的比较
麥克斯韋方程中的高斯電場定律為：
{\displaystyle \Phi _{E}=\int \!\!\!\int _{S}\mathbf {E} \cdot d\mathbf {S} ={Q \over \epsilon _{0}},}
其中
{\displaystyle \mathbf {E} }為電場
{\displaystyle S}為任意闭曲面
{\displaystyle Q}为曲面{\displaystyle S}包围的电荷
{\displaystyle \epsilon _{0}}為真空電容率。
注意，通过闭曲面的{\displaystyle \mathbf {E} }的通量“并不总是”零，這裡指出電“單極”的存在，即自由的正負電荷。
磁通量的計算
磁通量Φ的表达式一、Φ=BSsinα其中α为磁场方向与平面夹角。 二、Φ=BScosα其中α为平面与平面在垂直于磁场方向上射影的夹角。 公式中磁通量的单位是麦克斯韦（Mx)，磁感应强度B的单位是高斯（Gs）单位平方厘米，或者是特斯拉（T）单位是平方米。